# 南京大學校友列表
南京大學校友列表含曾經就讀的畢業校友、肄業校友和曾任教職的教授學者等校友。
含自清末以來各時期之校友，即光緒28年成立之「三江師範學堂」、光緒31年更名之「兩江優級師範學堂」、民國4年成立之「南京高等師範學校」、民國10年成立之「國立東南大學」、民國16年後之「國立中央大學」以及其後之「南京大學」各个時期之校友。
按入校或畢業時間序列整理，非畢業校友補充「肄業」等字樣標注，教授等單列（或非就讀校友當說明）。補充畢業或者在校院系、以何著名例如職事、成就、榮譽等有關說明。

## 學術與教育界
- 張其昀，歷史學家、地理學家、教育家。中國文化學術復興運動的重要代表人物。担任中華民國教育部部長期間，奠定了臺灣的教育格局。中國文化大學創始人。遺有《中華五千年史》、《中國地理學研究》、《中國區域志》、《人生地理學》等眾多著作。
- 胡煥庸，地理學家、人口學家、教育家。曾提出了中國人口地理分界線（爱珲-腾冲线或黑河-騰衝線，又稱胡煥庸線）。
- 吳蘊瑞，體育家、教育家。中國體操協會第一任主席、中華全國體育總會籌委會副主任，上海體育學院（華東體育學院）首任校長。
- 周鴻經，數學家，教育家。前國立中央大學校長。到臺後在臺北南港籌建中央研究院，任總幹事；中央研究院數學研究所在臺第一任所長。中國自然科學促進會（中國科學社自然科學部分在臺後身）第一任理事長。
- 厲聲教，外交家、國際法學家、教育家。曾任中華人民共和國外交部顧問並起草聯合國公約。
- 張江樹，物理化學家，中國物理化學的先驅。華東理工大學首任校長。
- 楊惟義，農業昆蟲學家、教育家。中國現代農業昆蟲學科的重要創始人，現代植物保護事業的開拓者。江西農業大學（江西農學院）首任校長。
- 周邦道，教育家，學者。民國“首屆高考狀元”（中華民國第一屆高等考試榜首，又稱首屆「民國狀元」）。曾任中國醫藥學院（中國醫藥大學前身）院長、考選部政務次長。
- 淩純聲，人類學家，音樂家。在中國人類學研究領域做出了開創性工作，包括開創文化人類學實地調查研究、首開影視人類學的先河。中央研究院民族學研究所首任所長。
- 周鶴鳴，體育家、教育家。臺灣第一所體育專門學校臺灣省立體育專科學校（今國立台灣體育運動大學）創校校長。
- 屈伯川，教育家。中共控制區或共產黨中國第一位博士，參與籌建延安自然科學院。大連理工大學首任校長、中國科學院大連化學物理研究所首任所長。
- 季鐘樸，教育家，醫學家，中醫學家、中西醫結合醫學家。曾任哈爾濱醫科大學校長、中國中醫研究院（中國中醫科學院）院長，中國中西醫結合研究會（中國中西醫結合學會）第一任理事長。
- 王德寶，生物化學家。在國內最早開展核酸生化的研究工作，有多項發現；主持在世界上首次人工合成酵母丙氨酸轉移核糖核酸；首創了從煙醯胺腺嘌呤二核苷酸（NAD）直接合成煙醯胺腺嘌呤磷酸二核苷酸（NADP）的大量製備方法，數十年來為世界各大藥廠採用；使中國人工合成生物大分子化合物的研究水準保持世界領先地位。
- 鮑幼玉，教育家，學者。國立藝術學院（臺北藝術大學前身）首任院長。
- 彭加木，科學家。在羅布泊進行第三次科學考察時失蹤。

### 教育界
- 張宗麟，幼兒教育學家，教育家。中國第一位現代男幼兒教師。
- 邰爽秋，教育學家，教育家。畢生致力於民生教育，民生教育思潮代表人物。教師節的倡立者。曾任南京中學校長、中央大學教育學院教授、大夏大學教育學院院長、中國民生建設實驗院院長，中國民生教育學會理事長。
- 王宓文，教育家、文學家、詩人。長期服务於南洋華校教育界。曾任南京鐘南中學、吉隆坡尊孔中學、马六甲培風中學、新加坡華僑中學教席，印尼泗水華僑中學校長、馬來西亞柔佛州寬柔獨立中學校長，馬來亞教育部華校總視學官。
- 阮真，教育家，語文教育學家[1]。

### 人文學界
- 繆鳳林，歷史學家。著有《中國通史綱要》、《中國通史要略》、《中國史論叢》、《中國民族史》、《中國民族文化》等。
- 盧前，詩人、文學和戲劇史論家、散曲作家、劇作家、學者。稱為「江南才子」。曾任國立音樂專科學校校長、南京通志館館長。
- 陳康，哲學家，被稱為西方哲學的第一華人學者。以柏拉圖作品研究蜚聲國際，又被譽為「當今亞里士多德學世界第一權威」[2]。陳康和現代新儒家唐君毅、易學家程石泉並稱方東美南雍早期三大弟子。
- 唐君毅，現代思想家、哲學家、教育家
- 郭廷以，歷史學家，中國現代口述史學的開拓者。中央研究院近代史研究所創所所長。
- 錢乘旦，歷史學家。著有《走向現代國家之路》、《英國通史》、《歐洲文明：民族的衝突與融合》、《世界現代化進程》、《寰球透視：現代化的迷途》等。
- 卞孝萱，文史学家。著有 《刘禹锡年谱》、《元稹年谱》、《唐代文史论丛》、《刘禹锡丛考》等
- 莫礪鋒，文史學家。
- 張暉，青年文史學者，龍榆生研究專傢。

### 社會科學界
- 戴修瓚，法學家，法學教育家。中華民國教育部部聘教授、最高法院首席檢察官。
- 楊開道，農村社會學家，華中農學院（今華中農業大學）首任校長。
- 夏書章，行政學家。被称为中国当代行政学主要奠基人、中华人民共和国公共管理学科奠基人、中国“MPA之父”[3]。
- 王名扬，法学家，当代中国行政法学奠基人。
- 邢慕寰，經濟學家。中華民國中央研究院經濟研究所首任所長。
- 楊必立，經濟學家，管理學家。中國企管碩士（企業管理碩士、工商管理碩士，MBA）教育的首創人，臺灣管理學的先驅、泰斗，國立政治大學企業管理研究所創所所長，財團法人中國經濟企業研究所創所所長[4]。
- 林少宮，數量經濟學家
- 王江，金融學家

### 自然科學界
- 吳有訓，物理學家。實驗驗證了「康普頓效應」（當艾克斯（X）射線或伽馬（γ）射線的光子跟物質相互作用，因失去能量而導致波長變長的現象；因由康普頓提出、吳有訓驗證，故一些科學家主要是國內及原蘇聯一些學者又稱其為「康普頓-吳有訓效應」，儘管吳有訓不同意這種提法）。1935年當選為德國自然科學院院士，是第一位被西方國家授予院士稱號的中國人。
- 趙忠堯，物理學家。第一個觀測到正負電子湮滅現象、實驗發現反物質的科學家。
- 王家楫，生物學家。中國原生動物學開創人、輪蟲學奠基者。曾任中央研究院動植物所研究所所長、中央研究院動物研究所首任所長、中國科學院水生生物研究所首任所長。
- 孫宗彭，生理學、藥理學家，浙江大學藥學系創辦人，曾列名《美國科學名人錄》。
- 李善邦，地震學家，中國現代地震事業的奠基人[5]。
- 吳健雄，物理學家。首位沃爾夫物理學獎得主、第一位華裔美國國家科學院院士、第一位擔任美國物理學會會長的女科學家、美國國家科學獎章得主。主要科學成就包括驗證“弱相互作用下的宇稱不守恆”、證明“貝塔（β）衰變在向量流守恆定律”等。
- 陳正祥，學者，地理學家、生態學家、文化學家、歷史學家。曾任聯合國世界農業地理委員會主席、國際能源委員會主任。著有《中國文化地理》、《中國的方志》、《中國的行政區劃及變遷》、《中國古代地圖學之發展》等。
- 馮康，數學家。中國計算數學的奠基人和開拓者[6]。獨立創造了有限元方法、自然歸化和自然邊界元方法，開闢了辛幾何和辛格式研究新領域。
- 許靖華，地質學家，科學家。蘇黎世聯邦理工學院教授兼地球科學院院長、地質研究所所長。曾任歐洲地球物理協會首任會長、國際沉積學會主席、國際海洋地質學委員會主席。曾獲國際沉積地質學會的烏拉斯坦（Twenhofel）獎章、英國地質學會的沃拉斯頓（Wollaston）獎章和美國地質學會的彭羅斯（Penrose）獎章。中研院院士、中科院外籍院士、美國科學院外籍院士。
- 陶詩言，氣象學家、大氣物理學家。中國當代天氣預報理論和方法的開拓者之一，曾任中國科學院大氣物理研究所所長、中國氣象學會理事長。「東亞大氣環流研究」國家自然科學一等獎得主成員。
- 劉東生，環境地質學家。2002年被授予“泰勒（Tyler）環境科學獎” ，這是中國本土科學家首次獲得世界最高等級的自然科學獎。2003年獲國家最高科學技術獎。
- 閔乃本，物理學家。他主持的「介電體超晶格材料」研究獲2006年「國家自然科學一等獎」[7]。
- 符淙斌，氣候學家，中科院院士。太平洋科學協會主席、中國科學技術協會副主席。
- 夏志宏，數學家，天文學家。學術成就有解決了歷時百年的“潘勒韋猜想”（Painlevé conjecture；在n大於3的n體問題中，存在不是由碰撞產生的含有奇點的解）等。
- 侯先光，古生物學家。國際古生物協會副主席。「澄江動物群與寒武紀大爆發」國家自然科學一等獎得主成員。
- 陳德亮，氣候學家。國際科聯（國際科學理事會）首位華人執行主任[8]。
- 王贻芳，物理学家，中国科学院院士，俄罗斯科学院外籍院士。带领团队在大亚湾核反应堆中微子实验项目中测量新型的中微子震荡模式及其振荡几率，[9]为此他与美国科学家陆锦标同获2014年潘诺夫斯基奖，因「基礎性地發現與探索中微子震盪，顯示出超越粒子物理學標準模型的新領域」，他又榮獲2016年基礎物理學突破獎。[10][11]
- 江晓原，科学史家、性学家。上海交通大学科学史与科学文化研究院院长。[12]

### 工程與技術界
- 葛正权，物理學家。抗戰時期擔任航空委員會第一氣體製造所所長、制氧總廠廠長，奠定了中國制氧工業基礎；戰後創建中國第一個雷達研究所，從此中國有了自己的雷達研究和雷達生產工業。“葛正權實驗”精確驗證了“麥克斯韋速度分佈律”。
- 金善寶，農學家
- 陳思義，藥物學家。最早提倡中西藥學結合，整理和發展中國本土的藥學科學，著有《實用藥劑學》、《藥劑學》。曾籌建中國第一所藥學專科學校——國立藥學專科學校（今中國藥科大學），先後任教務主任、校長。
- 張伯毅，病理學家、醫學家。冰凍切片機、切片凍替法、微孔過濾榭落細胞法的發明人。美國癌學界領袖。
- 張滌生，醫學專家，被稱為“中國整形外科之父”。創造了“烘綁療法”。開創了中國淋巴學科之先河。
- 丁光生，藥理學家、編輯學的提倡人；曾研製了世界上治療重金屬中毒的首選藥物，是西方國家仿製的第一個中國發明的現代新藥。
- 馮元楨，生物力學的創始人，生物工程的奠基人。美國國家科學院院士、美國國家工程院院士、中國科學院外籍院士、中央研究院院士。曾獲美國「百年大獎」、美國國家工程院「奠基者獎」、美國國家科學獎章、拉斯（Russ）獎章等。
- 陸孝彭，航空工程師，飛機設計師。曾經設計了中國第一代超音速噴氣式強擊機（強五飛機）、世界上最輕的超音速戰鬥機。
- 錢驥，地球物理與空間物理學家、氣象學家、航天專家。中國第一顆人造衛星（東方紅一號）總設計師。
- 陸孝同，航天專家。曾担任美國阿波羅登月計畫工程技術總設計師、美國火星探測計畫工程技術負責人（領導科技人員約2000人），1972年華盛頓國際航天會議主席[13]。
- 程开甲，核武器技术专家，中国科学院院士，两弹一星元勋，2013年國家最高科學技術獎獲得者。
- 閔恩澤，石油化工催化劑專家。中國科學院院士，中國工程院院士。2007年國家最高科學技術獎獲得者。
- 王國金，製造工程專家。美國國家工程院院士、美國製造工程研究委員會主席。美國國家工程院評價他“傑出的交叉學科研究、教學和著作貢獻於加工技術的廣泛領域，使全世界的製造工業受益”。
- 夏培肅，計算機專家。主持研制了中国第一台通用数字电子计算机[14]。
- 徐家福，計算機學家，中国计算机软件先驱[15]。曾在南京大学培养了中国第一个软件学博士。
- 劉振興，空間物理學家。中國地球空間雙星探測計畫（中國第一個空間探測計畫）首席科學家。
- 周本刚，工程地震专家，曾负责大陆多个核电厂的地震安评选址工作。
- 张翔，材料学家，美国加州大学伯克利分校教授、纳米级科学和工程中心主任。他主持研制的隐身衣被美国《时代》杂志列入2008年十大科学发现[16]。

## 工商財經界
- 徐柏園，財經家、金融家。曾任中國銀行董事長，中華民國財政部部長、中央銀行總裁。抗戰時期擔任中央銀行業務局局長時，建立了中國的中央銀行制度。
- 王志莘，金融家。曾任前上海證券交易所首任總經理，上海市銀錢業同人聯誼會理事長、中國銀行學會理事長。
- 陶建幸，春蘭集團公司董事局主席兼首席執行官，春蘭集團創始人
- 马勒斯·弗林特（Miles Flint），前索尼爱立信公司首席执行官
- 徐新：今日资本集团总裁，被称为“中国风险投资界的武则天”。
- 竺稼，贝恩投资（亚洲）有限公司董事总经理。原摩根士丹利亚洲董事总经理兼中国区CEO，曾被称为“香港打工皇帝”。
- 李录，美籍华裔投资家兼对冲基金经理，当年六四事件学生领袖之一。

## 政界
- 楊潔篪，中央政治局委员，原国务委员。
- 孫家正，全國政協原副主席，中國文學藝術界聯合會原主席，文化部原部長。
- 陳德銘，海协会原会长，商務部原部長
- 郭金龙，中共北京市委原书记，曾任北京市长、北京奥运会组委会执行主席。
- 王作安，中央统战部副部长、国家宗教事务局局长。
- 柳玉成，香港社會運動家，多次參選香港立法會議員。
- 沙祖康，曾任聯合國副秘書長。

## 法律界
- 李學燈，法學家，法官。證據法學家。司法院大法官。中華民國第二屆高等考試第一名（第二届“民國狀元”）[17]。
- 陳自觀，第一位女檢察官。陳自觀和倪光瓊是全國文官高等考試（含具有類似性質的科舉考試）最早的兩位中榜女子。
- 郑天翔，最高人民法院院长
- 范馨香，中國（中華民國）第一位女性法院簡任庭長，第一位最高法院女庭長，司法院大法官，國際職業婦女協會會長

## 文學界
- 蔣希曾，诗人、作家、革命家、职业演员[18]。美国好莱坞电影圈最早期的华人演員之一。在校时曾获全国大学生英语比赛第一名。
- 關露，作家、間諜。上海灘曾有文壇“四大才女”（蘇青、張愛玲、潘柳黛、關露）之說。
- 沈祖棻，詞人、詩人、文學家、學者
- 蘇青，作家，小說家、散文家、劇作家。海派女作家的代表人物，曾被稱為“上海文壇最負盛譽的女作家”。
- 盛靜霞，文學家，詞人。以「前有沈祖棻，後有盛靜霞」並稱。
- 孟瑤，作家，小說家、戲劇家，學者。[19]
- 聶華苓，作家
- 维克拉姆·塞斯（Vikram Seth），诗人、小说家
- 葉兆言，作家，南京大學中文系畢業
- 魏微，作家，南京大學中文系畢業，本名魏麗麗
- 張嘉佳，作家，南京大学信息管理系畢業

## 藝術界
- 呂鳳子，畫家，美術教育家。曾創辦中國第一所美術專科學校——神州美術院，抗戰時期創辦正則藝術專科學校。曾任國立中央大學藝術系主任、國立藝術專科學校校長。
- 徐立孫，音樂家，古琴家，梅庵琴派第二代傳人。[20]。
- 顧仲彝，剧作家、导演、编剧、教育家。上海市立實驗戲劇學校（今上海戲劇學院）首任校長。
- 呂斯百，美術家、教育家
- 吳作人，畫家。曾任中央美術學院院長，中國美術家協會主席。
- 洪潘，音樂家。被称为“中国现代管乐之父”、“中国现代军乐之父” [21]。原陆军军乐学校教育长。
- 銀臨，網路歌手，南京大學外國語學院畢業，本名向異

## 傳媒及演藝界
- 侯曜，中國電影界第一代導演，中國早期電影理論的拓荒者之一。所著《影戲劇本作法》一書是中國最早的電影劇作專著。所导演的《西廂記》是最早在包括西方國家在内的外國影院公映的中國影片。
- 濮舜卿，中國電影史上第一位女電影編劇
- 龔稼農，演員。中國電影史上拍片最多、資格最老的著名老明星。曾於1981年在臺灣獲最有成就演員獎，1993年獲第三十屆金馬獎紀念獎。
- 孫明經，中國電影與播音教育的開創人；曾拍攝《中華景象》等紀錄影片和科教片62部，其科教片占中國早期流通的科教影片一半以上；作品《農人之村》是中國第一部獲得國際獎的影片[22]。
- 余紀忠，《中國時報》集團創辦人。和《聯合報》系創辦人王惕吾被譽為當代臺灣新聞界两位最重要的代表人物。
- 張徹，導演，武俠電影宗師。
- 岑範，電影導演。
- 萧穆，八一电影制片厂原厂长。
- 吳泓，中國時尚傳媒開拓者。時尚傳媒集團總裁，時尚雜誌社社長兼總編。

## 體育界
- 张子沛，曾任八一篮球队队长，当代中国国家篮球队首任教练，被称为中国男篮“第一主帅”。
- 魏纪中，体育活动家，中国体育产业的开拓者和奠基人。曾任中体产业集团公司董事长、中国奥委会秘书长以及副主席、亚奥理事会体育运动委员会主席。现任国际排球联合会主席。

## 多樣及其他
- 周實，字實丹，詩人，革命烈士。宣統元年參加南社，並組織淮南社。著有《無盡庵遺集》，留有「無端歌哭連昏曉，有限江山任借租」、「山川广漠埋名易，风雨纵横就死难」、「恥以文章示流俗，欲于世界造光明」等詩句。
- 淩文淵，學者、美術家、書法家、經濟學家、政府官員。清末曾任知縣、知州、布政使，民國後曾任財政部次長、總長。
- 陳啟天，教育社會學家、政治活動家。國家主義思想的集大成者、現代新法家主義的開創者。
- 方先覺，抗日將領，曾參加台兒莊會戰、長沙會戰，指揮衡陽保衛戰。
- 何志浩，中將，中國抗日軍歌、國軍陸軍軍歌的作詞者，抗戰期間曾任國民軍事訓練委員會主席，到台後曾任總政治部政戰計畫委員會主任委員、中華民族舞蹈協會理事長。
- 蔣君章，學者、作家，歷史學者、地理學者、經濟學者、政治學者、軍事國防學者。曾任《新生報》總編，《中央日報》、《民族晚報》主筆，臺灣大學、政治大學等校教授，國史館特約纂修等。
- 張開濟，建築學家，建筑设计师。
- 曾聯松，中華人民共和國國旗五星紅旗的設計者。
- 瞿儂，小說《塔里的女人》的女主角黎薇的原型。
- 羅福鑫，中國第一位盲人大學生。
- 楊逸疇，水資源學家、地理地貌學家、科學探險家。國家自然科學一等獎獲得者成員。他發現、探明並論證了作為世界第一大峽谷的雅魯藏布江大峽谷。
- 張青松，地理學家，探險科學家。他和董兆乾是最早登陸南極大陸考察的兩位中國科學家，他也是在南極大陸越冬的第一位中國科學家，曾參與籌建中國第一個南極科學考察站——長城站。
- 金慶明，中國首次南極考察海上科學考察隊（海、陆兩支隊伍之一的南大洋考察隊）隊長。
- 李院生，中國第一個南極內陸科學考察站昆侖站首任站長。曾率領南極內陸冰蓋考察隊首次成功登頂南極內陸距海岸線最遙遠和冰蓋海拔最高的冰穹（冰穹A）。
- 艾江山（Karl Eikenberry），北约驻阿富汗联军司令、北约（NATO）军事委员会副主席。

## 並校、附校校友
金陵大學（金大为现南大前身之一）
- 陳裕光，化學家。中國化學會第一任會長。金陵大學校長，第一位於外國在華開辦大學中擔任校長的中國人（為中國開展收回教育主權運動中外國在華主辦大學任用中國人擔任校長之始）。
- 李卓皓，生物學家。主要成就有發現並合成人體生長激素、發現β-內啡肽（beta-endorphin），發現並提取類胰島素生長因數。第一位拉斯克獎華人得主、美國國家科學院院士。
- 劉國鈞，圖書館學家。中國圖書館事業的重要奠基者、中國圖書館學理論的重要奠基人。
- 秦仁昌，植物學家，中國蕨類植物學的奠基人。「中國蕨類植物科屬的系統排列和歷史來源」國家自然科學一等獎得主。曾受胡先驌委派創建廬山森林植物園，曾任中央研究院自然歷史博物館植物部（中央研究院植物研究所前身）主任。
- 汪猷，有机化学家。中国抗生素事业的开拓者，生物有机化学的先驱者之一，曾任中国科学院上海有机化学研究所所长。「人工全合成牛胰島素研究」國家自然科學一等獎獲得者成員。
- 吳德耀，學者，教育家。新加坡儒家思想教育的主要設計者，被稱為「海南一代哲人」。臺灣東海大學校長、新加坡南洋大學校長。
- 牟復禮，美國儒學學者、漢學家、中國學家、東亞學家。在美國創辦了普林斯頓大學東亞學係。
- 程抱一，文學家。第一位華裔法蘭西文學院院士。
- 章之汶，農學家，曾任聯合國糧農組織副總幹事。
- 蔣彥士，農學家、教育家、政治家、外交家。中華民國教育部長、外交部部長。
- 李景均，遺傳學家。被稱為人類遺傳學的開拓者。曾任美國人類遺傳學會會長。
- 張德慈，農業學家、環境學家、生物學家，植物遺傳學大師。首位華裔泰勒獎得主。
- 左天覺，農業及煙草專家，曾任美國農業部煙草研究室主任。1993年被中國國家科學技術委員會授予「中國國際科技合作獎」，是第一位獲此獎項的海外華人。
- 沈嵩生，電影教育家，文藝理論家。北京電影學院院長。
- 孫永慶，教育家。中華技術學院創辦人。
- 李卓敏，經濟學家，管理學家，教育家。香港中文大學首任校長。
- 何日華，企業家、外交家。和作家李廉鳳結為伉儷，得到身為企業家的岳父栽培，經過創業成為南洋成功企業家，又曾服務于新加坡外交。
- 余光中，詩人，散文家，文史學家。代表作有「鄉愁」等。

附屬學校（含附屬中學、小學、幼稚園）
原南京大學附屬學校（三江、兩江、南高、東大、中大時期、南大早期附屬中學、小學，現在已成為南京師範大學附屬中學、小學等）
- 謝立惠，電子學家、教育家。曾任西南師範學院（已合併為現西南大學）首任校長、成都電訊工程學院（現成都電子科技大學）校長。
- 余傳韜：教育家。曾任臺灣中央大學校長、教育部次長、亞太科技協會理事長。
- 王之卓，遙感學家、教育家。曾任上海交通大學校長。
- 滕藤，前中國科技大學校長，並曾擔任亞洲社會科學聯合會主席、聯合國教科文組織副主席等職。
- 巴金，現代文學家。
- 胡風，現代文藝理論家、詩人、文學翻譯家。
- 汪道涵，上海市市長、上海市委書記、海峽兩岸關係協會會長。
- 彭珮雲，中華全國婦女聯合會主席、全國人民代表大會常務委員會副委員長。
- 金信，韓國空軍參謀總長。
- 嶽天，國民軍裝甲兵司令兼裝甲兵學校校長，三軍大學教育長。
- 袁隆平，農學家，雜交水稻專家。「雜交水稻之父」。2000年度國家最高科學技術獎獲得者，2004年度沃爾夫農業獎獲得者。

## 教授
- 王伯沆，名瀣，一字伯谦。文學家，教育家，國學家
- 柳詒徵，字翼谋，歷史學家，文化學家，國學家
- 趙聲，字伯先。學者，國文教席。革命家。庚戌年和倪映典領導廣州新軍起義；同年中國同盟會總部從東京遷至香港並設總機關部，同志推舉孫中山為外部總長，趙聲為內部總長。翌年辛亥年和黃興領導「黃花崗起義」。詩作有著名的「歌保國」（或稱「保國歌」）。
- 蕭俊賢，畫家，美術教育家。最早在現代高等學府專門教授中國畫的藝術家。
- 松本孝次郎，教育學家，心理學家，教育家。他曾合作創辦了日本最早的兒童教育雜誌，也是日本特殊教育的先驅者，早稻田大學特殊教育學的最早學者，曾任東京高等師範學校（後演變為築波大學）總教習。
- 顧實，文史學家，國學家
- 吳梅，戲曲理論家，教育家
- 胡小石，文史學家，國學家
- 陳中凡，文學家，教育家
- 黃侃，語言文字學家，國學家
- 汪辟疆，文學史家，目錄學家
- 劉伯明，哲學家
- 湯用彤，哲學家
- 方東美，哲學家
- 宗白華，美學家
- 梁啟超，歷史學家，文化學家，政治社會活動家。在校講學一學期，南高與東大史地研究會指導員。
- 陸志韋，心理家。在南京大學創辦了中國第一個心理學系。曾任燕京大學校長。
- 潘菽，心理家
- 王伯秋，政治學家
- 杭立武，政治學家。倡導建立了中國第一個政治學者的組織中國政治學會並出任第一任總幹事，曾任中華民國教育部部長、中國國際關係研究所主任。
- 錢端升，政治學家
- 陳茹玄，法學家
- 周鯁生，法學家。曾任國立武漢大學校長。
- 謝冠生，法學家
- 蕭純錦，經濟學家
- 馬寅初，經濟學家。曾任浙江大學校長、北京大學校長。
- 葉元龍，經濟學家
- 楊杏佛，工商管理學者，社會科學學者，社會活動家。中國科學社發起人之一。曾筹建國立中央研究院，担任總幹事；中央研究院社會科學研究所首任所長。
- 孫本文 ，社會學家
- 熊慶來，數學家。在南京大學創辦了國內第一個具有高等學校（大學）水準的數學系。曾任國立雲南大學校長。
- 何魯，數學家。曾任國立重慶大學校長。
- 胡明複，數學家。中國科學社發起人之一。
- 胡剛複，物理學家
- 王璡，字季梁。化學家。曾任中國科學社社長，中央研究院化學研究所首任所長。
- 張子高，化學家
- 任鴻雋，化學家。中國科學社九位發起人之一，曾任中國科學社首任社長，國立四川大學校長。
- 孫洪芬，化學家
- 竺可楨，地學家。在南京大學創辦了中國第一個地學系。曾任中國科學社社長，中央研究院氣象研究所首任所長，國立浙江大學校長。
- 秉志，生物學家，動物學家。中國科學社九位發起人之一；與胡先驌在南京大學創辦了中國第一個生物學系；並合作創辦了第一個現代科研機構——中國科學社生物研究所，任動物部主任；後又在北京合作創辦了靜生生物調查所。
- 胡先驌，生物學家，植物分類學家，學者。與秉志在南京大學創辦了中國第一個生物學系；並合作創辦了第一個現代科研機構——中國科學社生物研究所，任植物部主任；後又在北京合作創辦了靜生生物調查所。國立中正大學首任校長。
- 陳煥鏞，生物學家，植物分類學家
- 錢崇澍，生物學家，植物分類學、植物生理家。中国科学院植物研究所第一任所長。
- 張景鉞，生物學家，植物形態學家
- 陳楨，生物學家，動物學家、遺傳學家，中國動物遺傳學的創始人[23]。中國科學院動物研究所第一任所長。在校任教時發表了中國第一篇遺傳學學術研究論文《金魚外形的變異》。
- 過探先，農學家。中國科學社發起人之一。
- 鄒秉文，農學家，曾任中華農學會會長、聯合國糧食及農業組織籌備委員會副主席。
- 杜裡舒（Hans Driesch），哲學家，生物學家。德國新活力論的創立者。被認為是世界細胞克隆（通過細胞分裂進行生物複製）技術的創始人。在校講學一學期，被授予榮譽博士學位。
- 鄭集，生化學家，營養學家。
- 王應睞，生物化學家。琥珀酸脫氫酶提純方法的創立者，作為協作組組長領導了人工合成胰島素、人工合成轉移核糖核酸兩大科研項目，中國科學院生物化學研究所第一任所長。
- 顏福慶，醫學家，公共衛生學家。湘雅醫學專門學校（湘雅醫學院）第一任校長，中華醫學會第一屆會長。
- 戚壽南，醫學家，內科學家。中華內科學會第一任會長。
- 蔡翹，醫學家，生理學家
- 茅以升，結構工程學家，橋樑工程專家。曾經設計了中國第一座鋼樑雙層公路鐵路兩用大橋。曾任中國交通大學、北洋大學、河海工科大學校長。
- 周仁，冶金學家，陶瓷學家。中國科學社九位發起人之一，中央研究院工程研究所首任所長，上海科學技術大學（後合併為上海大學）首任校長。
- 厲麟似，外交家、教育家，曾任蔣介石外交顧問、教育部司長。
- 陶行知，教育家
- 李叔同，藝術家
- 王燕卿，瑤琴家，音樂教育家。第一位在現代高等學府進行古琴教育的音樂家，全國第一位現代學院派國樂藝術家。
- 呂鳳子，美術家
- 徐悲鴻，美術家
- 張大千，畫家
- 葉企孫，物理學家。曾主持西南聯合大學校務，清華大學校長。
- 張鈺哲，天文學家。曾任中央研究院天文研究所所長、紫金山天文臺臺長。
- 李四光，地質學家。中央研究院地質研究所首任所長。
- 黄厦千，氣象學家。在南京大學創辦了全國第一個氣象學系。中央氣象局第一任局長[24]。
- 赵承嘏，化学与药物学家。中國科學院藥物研究所首任所長。
- 羅宗洛，植物學家。中國植物生理學的奠基人之一。曾任中央研究院植物研究所首任所長，中華民國接管臺灣後任國立臺灣大學首任校長。
- 熊十力，哲學家
- 賽珍珠（Pearl Buck），文學家。第一位獲得普利策小說獎的女作家，唯一同时获得普利策獎和諾貝爾獎的女得主，作品流傳語種最多的美國作家。曾任美國作家協會主席。
- 闻一多，诗人，文学家
- 张士一，英语语言文学学者，太極拳修煉研究者
- 梅光迪，西洋语言文学学者，人文儒学家
- 吴宓，西洋语言文学者，人文儒学家
- 郭斌和，西洋语言文学学者
- 楼光来，英语语言文学学者
- 范存忠，英语语言文学学者，文化史学家
- 陈嘉，英语语言文学学者
- 徐仲年，法语语言文学学者
- 何如，法语语言文学学者
- 张威廉，德语语言文学学者
- 商成祖，德语语言文学学者
- 叶逢植，德语语言文学学者
- 纳忠，阿拉伯语言文史学者，中国阿拉伯语教育宗师、阿拉伯文化与历史研究的泰斗。
- 孙光远，数学家
- 戴运轨，物理学家
- 查謙，物理學家。主張「科學中國化」。華中工學院（今華中科技大學）首任校長。
- 馮端，物理學家。他建立的南京大學固體微結構物理實驗室被美國《科學》雜誌列為中國第一實驗室、被英國《自然》雜誌列入除日本以外的亞洲地區“已接近世界級水準”的兩個最佳科研機構。
- 魏榮爵，聲學家
- 高济宇，化学家
- 戴安邦，化学家
- 戴文赛，天文学家
- 李旭旦，地理学家
- 任美锷，地理学家
- 徐克勤，地质学家。徐克勤率南大地质系师生赴四川进行地质考察与找矿实习时，在原有攀枝花铁矿发现的基础上更进一步确认了攀枝花钒钛磁铁矿的重要经济价值，由此开启了攀枝花城市开发史。
- 王颖，海岸海洋学家
- 欧阳翥，生物学家，神经解剖学家，学者
- 王繩祖，歷史學家。中國國際關係史學先驅
- 徐新，犹太学学者，被称为“中国犹太文化研究第一人”。
- 程千帆，文史學家、國學大師
- 陈白尘，戏剧家
- 宋林飞，社会学家

## 列名
- 人文藝術界
  - 艾中信 常任俠 陳康 陳夢家 程抱一 程千帆 範存忠 方東美 郭廷以 顧仲彝
  - 韓儒林 洪潘 黃侃 黃友葵 黃祖瑜 胡小石 蔣彝 蒋孟引 景昌極 李龍雲 樓光來
  - 盧前 呂鳳子 呂斯百 呂叔湘 馬思聰 苗力田 聶華苓 芮逸夫 賽斯 賽珍珠
  - 蘇青 孫明經 唐圭璋 唐君毅 湯用彤 王伯沆 王賓魯 王繩祖 吳作人 向達
  - 熊十力 徐悲鴻 徐志摩 嚴元章 楊武能 葉兆言 光中 張大千 周法高 宗白華
- 社會科學界
  - 褚葆一 戴修瓚 韓德培 韓忠謨 杭立武 胡代光 胡福明 華嚴 柯象峰 金世鼎
  - 李學燈 林振彬 劉國鈞 潘序倫 錢端升 喬啟明 施建生 史尚寬 孫本文 陶大鏞
  - 童冠賢 王江 王作榮 謝森中 夏書章 蕭純錦 謝冠生 邢慕寰 楊必立 楊開道
- 自然科學界
  - 鮑哲南 陳楨 陳正祥 戴安邦 馮端 馮康 馮元楨 高濟宇 胡煥庸 黃廈千 季強
  - 歐陽翥 李景均 李卓皓 劉東生 彭加木 任美鍔 孫光遠 田剛 王德寶 王應睞
  - 吳傳鈞 吳定良 吳健雄 謝先德 許靖華 楊逸疇 張德慈 張江樹 趙忠堯 朱汝華
- 工程技術界
  - 艾世勳 柏實義 陳啟智 戴念慈 丁衡高 馮綏安 過探先 黃緯祿 李耀滋 劉敦楨
  - 劉振興 陸孝彭 陸元九 馬保之 茅以升 齊康 戚壽南 任新民 沈申甫 沈永忠
  - 王國金 吳良鏞 夏培肅 徐家福 易家訓 張伯毅 張滌生 張開濟 周仁 左天覺
- 教育界
  - 艾偉 陳鶴琴 程其保 金俊燁 李卓敏 廖世承 陸志韋 羅炳之 黄质夫 孟憲承
  - 邰爽秋 吳德耀 吳貽芳 徐養秋 鄭曉滄 王賡武 汪懋祖 虞兆中 張宗麟 朱智賢
- 其他領域
  - 陳啟天 陳去病 方先覺 何志浩 李國鼎 楊杏佛 紀忠 趙聲 張徹 張其昀

## 重要支持及資助人
- 劉坤一，提出興學「應從師範學堂入手」，建立三江師範學堂的創議人、籌辦人。劉坤一和張之洞一道倡議建立了中國近代教育學制。
- 張之洞，主張「中學為體，西學為用」。張之洞和劉坤一共同倡議建立新學制，主持完成了中國近代第一部學制（壬寅學制、癸卯學制）。提出“先辦一大師範學堂，以為學務全局之綱領”，創辦了三江師範學堂。
- 魏光燾，繼張之洞後擔任兩江總督。開辦三江師範學堂的組織實施者。
- 張謇，清末狀元，致力於「教育救國」、「實業救國」。從三江、兩江到南高、東大時期，張謇都是南京大學最重要的的關心支持者之一。東大時期成立中國國立大學第一個董事會，張謇出任校董。
- 韓國鈞，擔任江蘇巡按使時，積極支持建立南京高等師範學校。
- 齐燮元，民国13年，時任江蘇都督，捐资兴建图书馆。（中大时曾赞誉学校：「南高之高，高乎日月之上；中大之大，大乎天地之外。」）（惜其抗戰時淪為漢奸，晚節不保）
- 黃炎培，实践「教育救国」的理想。創辦了中華職業教育社。先後參加籌備建立南京高師、東南大學和附設上海商科大學，任東大董事會董事和上海商大籌備處主任。

## 专题系列
中国科学院、工程院两院院士（恢复高考后毕业的部分）
田刚 于全 吴岳良 郑永飞 陈晓亚 张经 郭华东 周忠和 刘丛强 李林 邢定钰 贾承造 祝世宁
美国国家科学奖章获得者
迄今为止，只有9位华人有幸获得美国国家科学奖章。9位中有两位是南京大学校友，分别是：吴健雄、冯元桢。
美国科学院院士、工程院院士
吴健雄 冯元桢 李卓皓 田炳耕 许靖华 王国金 易家训 沈申甫 李耀滋 张德慈 张翔 周忠和（美国国家科学院外籍院士）阿龙·切哈诺沃（外籍院士，南大化学生医所所长、教授）
中国青年科学家奖获得者
郑永飞 佘振苏 赵刚 蒋华良 朱敏
中国科学院在任（院）所长（2012年）
- 陈志明（南大数学86本，德国Augsburg大学92博），中国科学院计算数学与科学工程计算研究所所长，科学与工程计算国家重点实验室主任
- 陈晓亚（南大生物82本，英国里丁大学85博），中国科学院上海生命科学研究院院长，中国科学院院士，植物分子遗传国家重点实验室主任
- 朱耀仲（南大天文78本，中科院测量与地球物理所硕），中国科学院武汉分院院长
- 田静（南大物理声学82本，电子84硕），中国科学院声学所所长
- 李林（南大生物83本），中国科学院上海生物化学与细胞生物学研究所所长
- 朱敏（南大地质/地科84本），中国科学院古脊椎动物与古人类研究所所长
- 沙金庚（南大地质/地科77本），中国科学院南京地质古生物研究所所长
- 周健民（南大化学82本），中国科学院南京分院院长
- 杨桂山（南大城市规划/城市与资源学系87本），中国科学院南京地理与湖泊研究所所长
- 严俊（南大天文82本），中国科学院国家天文台台长，嫦娥二号首席科学家
- 夏斌（南大地质/地科78本、83硕、92博），中国科学院广州地球化学研究所所长
- 刘丛强（南大地质/地科82本，日本东京大学化学系91博），中国科学院贵阳地球化学研究所所长，中国科学院院士
- 吴岳良（南大物理82本），中科院研究生院常务副院长，原中国科学院理论物理研究所所长，中国科学院院士
- 王娜（南大天文87本），中国科学院国家天文台乌鲁木齐天文站站长
- 刘禹（南大地质/地科86本），中国科学院地球环境研究所轮执所长
- 林安宁（南大生科院生化86本，美国阿拉巴马大学90博），中国科学院上海生物化学与细胞生物学研究所所长，美国芝加哥大学正教授
- 周忠和（南大地质/地科87本，美国堪萨斯大学博士），中国科学院古脊椎动物与古人类研究所所长、美国国家科学院院士，中国科学院院士
- 杨戟（南大天文82本），中科院紫金山天文台台长
- 郭华东（南大地质/地科77本，美国俄勒冈州州立大学博士），中国科学院副秘书长、联合国教科文组织国际自然与文化遗产空间技术中心主任、中国科学院对地观测与数字地球科学中心主任，中国科学院院士
- 王贻芳（南大物理84本,85硕，佛罗伦萨大学物理系91博），中国科学院高能物理研究所所长

两弹一星元勋
- 黄纬禄，我国导弹自动控制技术的创业者、火箭与导弹控制技术专家和航天事业的奠基人之一，南京大学“世纪校友学术成就金质奖章”得主
- 赵九章，气象学家、空间物理学家，曾任南大气象系（现为南京大学大气科学学院）教授
- 钱骥，中国第一颗人造卫星——东方红一号总设计师（理化43）
- 程开甲，中国核武器研究院副院长、副司令、中国人民解放军总装备部科技委顾问、曾长期担任南京大学物理系教授、副教授，南京大学“世纪校友学术成就金质奖章”得主
- 朱光亚，前全国政协副主席，中国两弹之父，1941-1942年就读于南京大学物理系，曾长期担任南京大学校友总会会长
- 任新民，航天技术和火箭发动机专家，中国导弹与航天事业开创人之一，曾任卫星工程总设计师，中国航天事业五十年最高荣誉奖得主，南京大学“世纪校友学术成就金质奖章”得主

中国航天事业五十年最高荣誉奖获得者
- 2006年10月8日，在纪念中国航天事业创建50周年之际，钱学森、任新民、屠守锷、黄纬禄、梁守磐等5位老专家被授予“中国航天事业五十年最高荣誉奖”。5位获得“中国航天事业五十年最高荣誉奖”的老专家中，有2位是南京大学毕业的杰出校友，他们分别是：任新民、黄纬禄。

中国计算机学会最高奖获得者
截至2012年中国计算机学会评选出的共4位终身成就奖（即中国计算机科学界最高奖）得主中就有2位为南大校友
- 其中一位是中国计算机软件奠基人、南大计算机系、软件学院教授徐家福，
- 另一位为南大校友夏培肃院士

国际数学家大会华人报告人（speaker）
- 田刚（南大数学系1982级）、夏志宏（南大天文系1982级）、陈志明（南大数学系1986级）、冯康（南大物理系1944级）。

## 外部連結
- 南京大學校友總會 （页面存档备份，存于）